# Talhof (Boxberg)
Talhof ist ein Wohnplatz auf der Gemarkung des Boxberger Stadtteils Unterschüpf im Main-Tauber-Kreis im fränkisch geprägten Nordosten Baden-Württembergs.

## Geographie

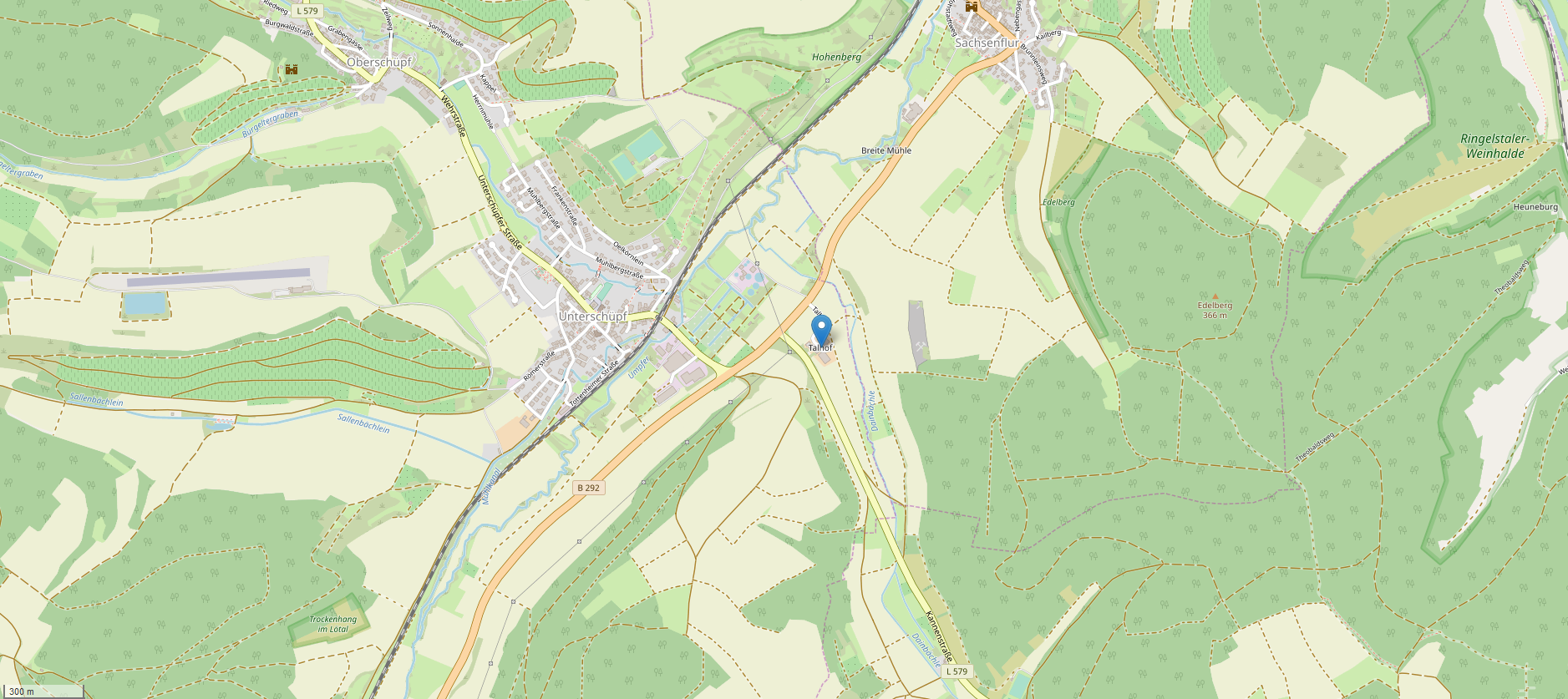
Lage des Wohnplatzes Talhof

Talhof liegt etwa 500 Meter östlich von Unterschüpf. Das Dainbächle führt vom Bad Mergentheimer Stadtteil Dainbach kommend von Süden nach Norden rechts am Wohnplatz Talhof vorbei und mündet etwa 500 Meter weiter von rechts in die Umpfer.

## Geschichte
Der Wohnplatz Talhof kam als Teil der ehemals selbständigen Gemeinde Unterschüpf am 1. Juli 1971 zur Stadt Boxberg.

## Verkehr

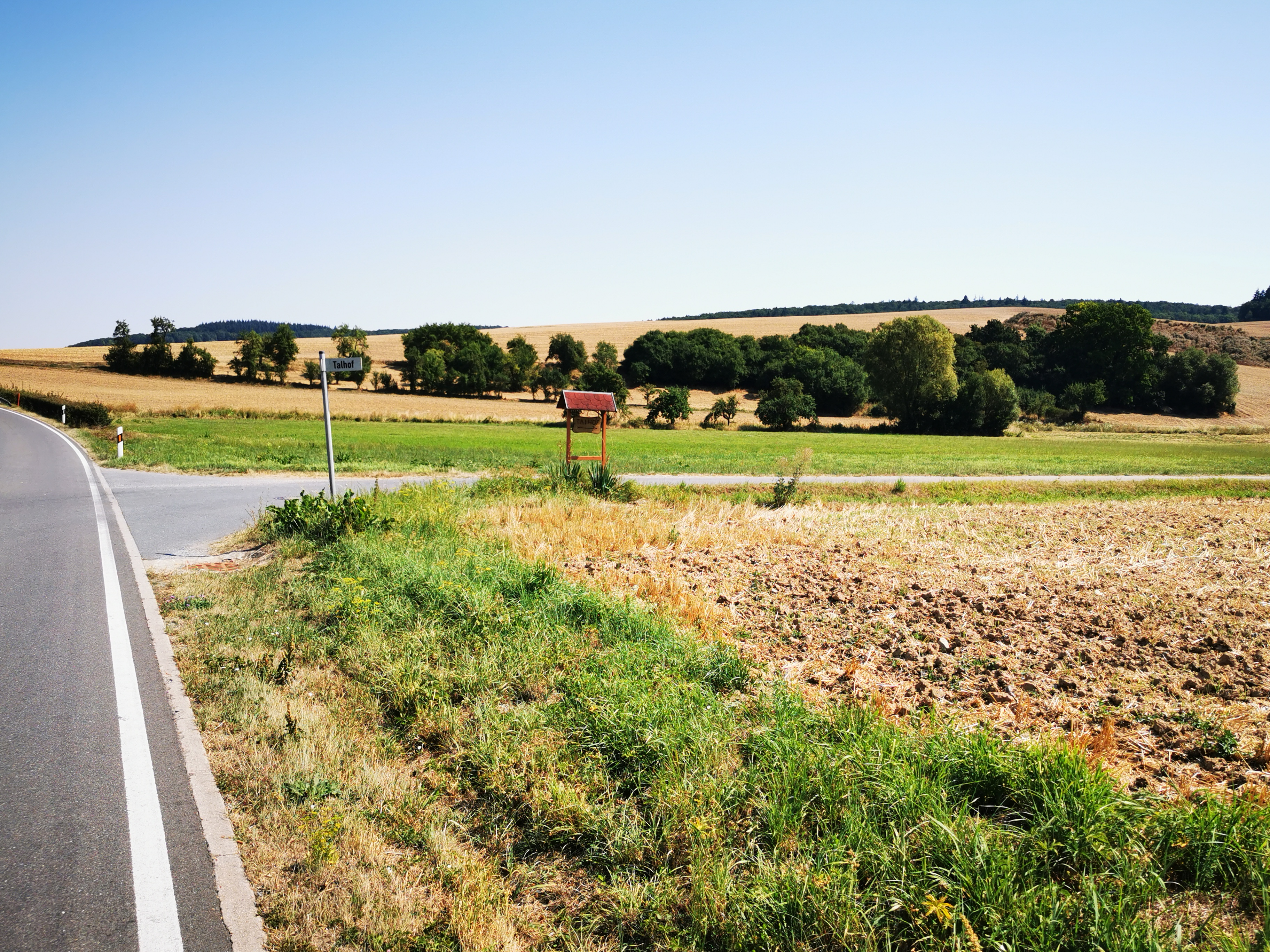
Abzweigung von der B 292 zum Talhof

Der Wohnplatz Talhof liegt im Bereich der Kreuzung der B 292 mit der L 579. Er ist über einen von der B 292 abzweigenden Wirtschaftsweg zu erreichen, der die gleichnamige Bezeichnung Talhof trägt.